# Prix Gémeaux de la meilleure émission ou série de sports ou de loisirs
Le prix Gémeaux de la meilleure émission ou série de sports ou de loisirs est une récompense télévisuelle remise par l'Académie canadienne du cinéma et de la télévision entre 1987 et 2004.

## Palmarès

### Meilleure émission ou série de sports
- 1987 - La Soirée du hockey
- 1988 - Rendez-Vous '87
- 1988 - L'Univers des sports
- 1989 - L'Univers des sports
- 1992 - L'Univers des sports
- 1993 - La Soirée du hockey
- 1994 - La Soirée du hockey
- 1995 - Sport Plus
- 1996 - La Soirée du hockey
- 1997 - Jeux olympiques d'Atlanta
- 1998 - Jeux olympiques de Nagano
- 1999 - 47 québécois vers l'Éverest
- 2000 - Les Grands Prix de Formule 1
- 2001 - Les Grands Prix de Formule 1
- 2002 - Jeux olympiques de Salt Lake City
- 2003 - Adrénaline
- 2004 - Adrénaline